# 프레노케팔레
프레노케팔레(Prenocephale)는 중생대 백악기 후기 (약 7000만년 전), 오늘날의 몽골에서 서식한 초식공룡이다. 전체 몸 길이는 약2.2m, 체중은 40kg 정도 되었을 것으로 추정된다. 학명은 '경사진 머리'라는 의미를 갖고 있다.

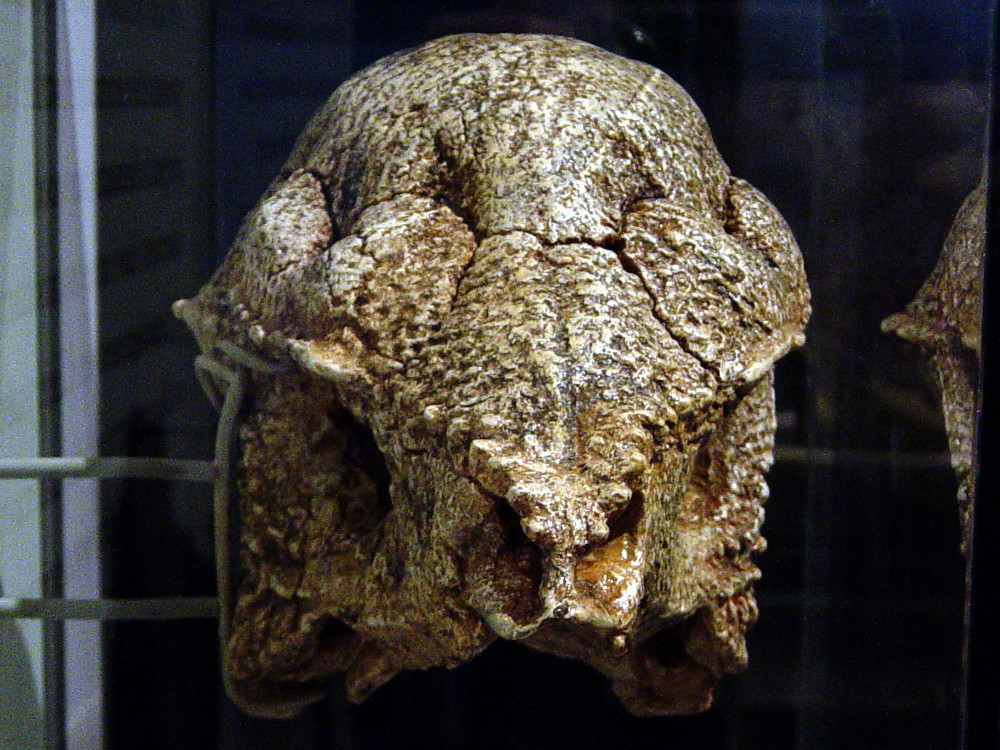
두개골
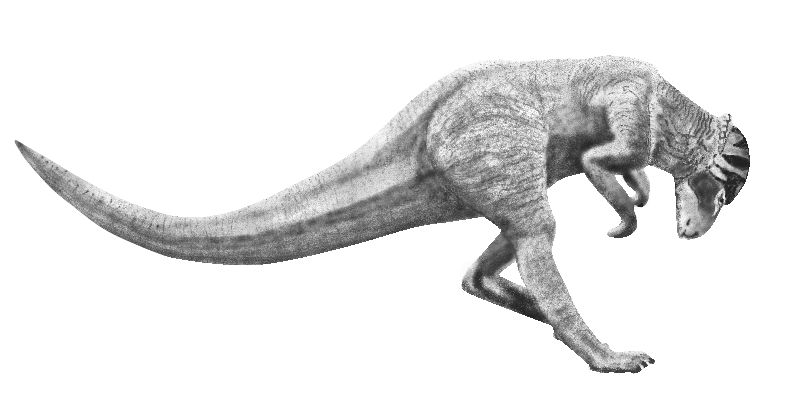
상상도

1. ↑  Paul, Gregory S. (2016). 《The Princeton Field Guide to Dinosaurs》. Princeton University Press. 269쪽. ISBN 978-1-78684-190-2. OCLC 985402380.